# Towarzystwo Żeglugowe Sarmacja

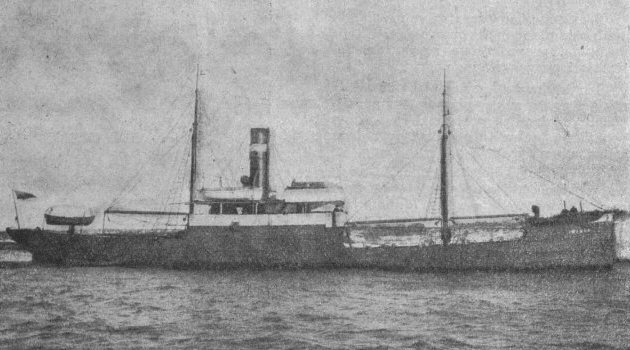
Die Wisła

Die Towarzystwo Żeglugowe Sarmacja („Schifffahrtsgesellschaft Sarmacja“) war eine polnische Reederei, die von 1919 bis 1929 bestand. Als erste in Polen gegründete Reederei nach Wiedererlangung der Unabhängigkeit 1918 markiert sie den Beginn des modernen Seehandels des Landes.

## Geschichte

### Vorgeschichte und Gründung
Erste Überlegungen zur Schaffung einer polnischen Handelsmarine gab es bereits nach Etablierung des Regentschaftskönigreichs Polen ab 1916. Federführend war der ehemalige österreichische Seeoffizier Bogumił Nowotny, der eine Denkschrift zur Entwicklung der Wasserstraßen und der Schifffahrt einschließlich Gründung einer Schifffahrtsgesellschaft vorlegte, 1918 die Weichselflottille von den Deutschen übernahm und zeitweise Leiter der Marineabteilung im Marineministerium war.
Als treibende Kraft gründete er zusammen mit Vertretern der Kleinpolnischen Bank und der Polnischen Handelsgesellschaft in Krakau am 9. November 1919 die erste Reederei des Landes. Das neue Unternehmen erhielt die Rechtsform einer polnischen GmbH und wurde mit drei Millionen Polnischen Mark ausgestattet. Als Zweck wurden Schifffahrts- und Handelsaktivitäten im In- und Ausland sowie Dienstleistungen im Bereich Umschlag und Lagerung von Waren definiert. Sitz des Unternehmens wurde Krakau, der Name Towarzystwo Żeglugowe Sarmacja ist der historischen Region Sarmatien in Südosteuropa entlehnt. Das erste Schiff erwarb das Unternehmen 1920, das auf den Namen Kraków (Bj. 1919, 426 BRT) getauft wurde. Da das Land zu der Zeit nur über den zu kleinen Hafen von Puck verfügte, wurde Danzig Heimathafen aller Schiffe der Reederei.

### Florierende Gründungsjahre

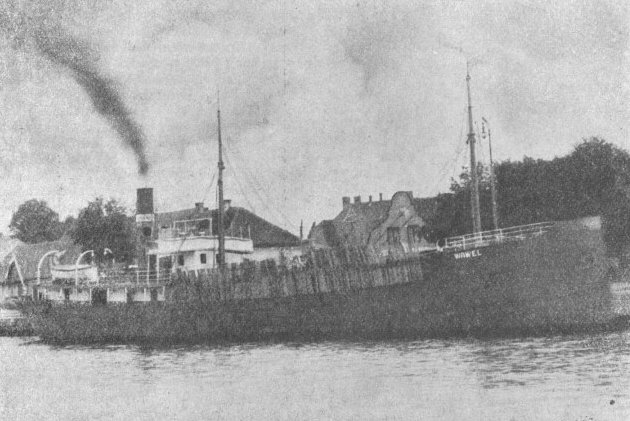
Die Wawel

Die Kraków spiegelt exemplarisch die Anfangsschwierigkeiten des beginnenden polnischen Seehandels wider. Die Besatzung bestand zunächst aus österreichischen und deutschen bzw. Danziger Seeleuten, die Umgangssprache an Bord war deutsch. Erst im Laufe der folgenden Jahre verstärkten polnische Seeleute die Besatzung. Da die Reederei ihre Transporte nicht über Danzig abwickeln konnte, vercharterte sie die Kraków zunächst ein halbes Jahr für Kohletransporte nach Großbritannien. Anschließend war der Dampfer in der Trampschifffahrt nach Skandinavien, Lettland und die Niederlande im Einsatz, sank jedoch am 7. Februar 1922 durch Eisgang an der dänischen Ostseeküste. Die Frachtaufträge waren für die Reederei so rentabel, dass sie mit den erzielten Gewinnen ein weiteres Schiff anschaffen wollte.
Die beiden „Heringabkommen“ vom 3. November 1919 und 22. Januar 1921, mit dem Polen den Kauf von Fisch aus Norwegen regelte, führte zu Kontakten der Sarmacja mit der norwegischen Reederei Det Bergenske Dampskibsselskab. Auf Basis dieser ersten Kontakte und mit dem Plan der Norweger, eine Route ins Baltikum mit Zwischenstopp in Danzig aufzubauen, übernahm die Sarmacja die Abwicklung eines Teils der Fischimporte.

### Umwandlung zur norwegisch-polnischen Aktiengesellschaft

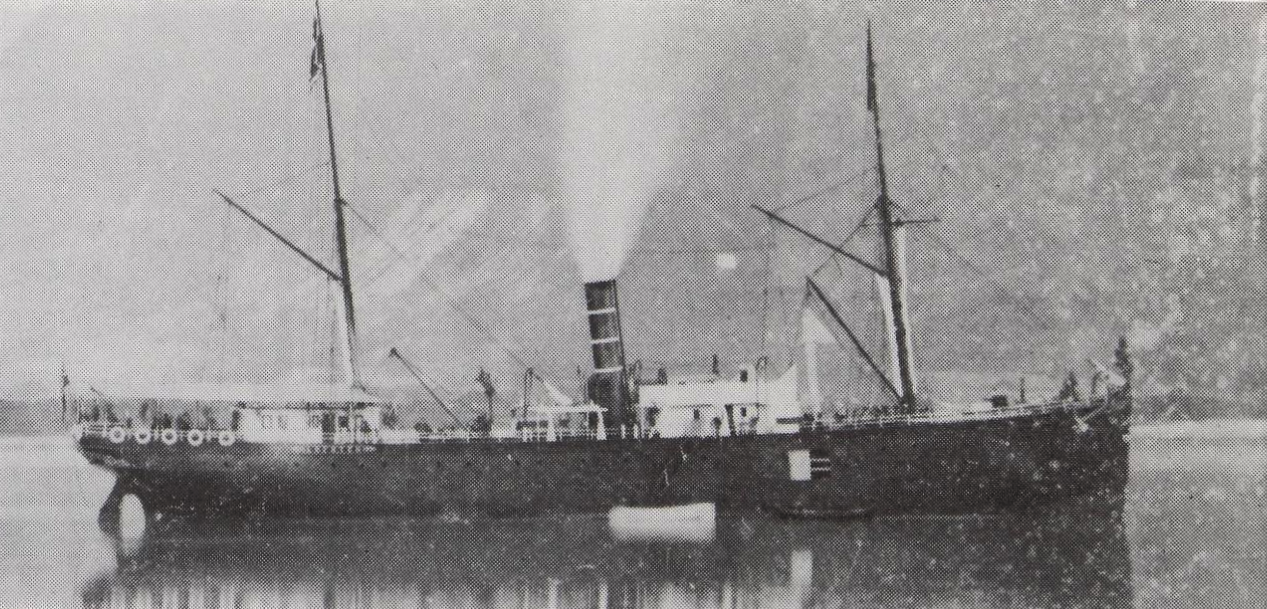
Die Bug noch als norwegische Lofoten

1922 wurde das Unternehmen umgebaut: Die bisherige GmbH wurde zu einer Aktiengesellschaft umgewandelt, das Kapital belief sich auf 66 Millionen polnische Mark, aufgeteilt in 66.000 Namensaktien und 1000 Vorzugsaktien. Die „Det Bergenske Dampskibsselskab“ übernahm 45 Prozent der Anteile und der Sitz wurde von Krakau nach Warschau verlegt. Vereinbart wurde, dass nicht mehr als 60 Prozent polnischen Staatsbürgern gehören konnte. Die Norweger erhielten so einen Zugang zu den Märkten in Danzig sowie Polen und erhielten zugleich eine Mitsprache bzw. Kontrolle beim Konkurrenten. Die polnische Seite wiederum versprach sich neben der finanziellen Beteiligung und den Erfahrungen weitere Aufträge.
Im Zuge der Neustrukturierung kaufte die Reederei vom norwegischen Anteilseigner 1922 gleich mehrere Schiffe: Den Anfang machte der Ankauf der Wisła (Bj. 1908, 634 BRT), gefolgt von der Wawel (Bj. 1906, 811 BRT), die aus der Versicherungssumme der untergegangenen Kraków finanziert wurde. Beide Schiffe setzte die Reederei für den Export polnischer Rohstoffe in Nord- und Ostsee nach Großbritannien, in alle skandinavische sowie baltische Staaten ein. Beide Schiffe schrieben zudem polnische Schifffahrtsgeschichte: Die Wawel war 1922 das erste polnische Schiff, das in die Sowjetunion nach Petrograd fuhr, die Wisła wiederum war 1926 das erste polnische Schiff, das in den neuen Hafen Gdynia einlief. Als weitere – und letzte Ankäufe der Reederei – folgten vor Jahresende 1922 noch die beiden alten norwegischen Frachter Warta (Bj. 1875, 626 BRT) und Bug (Bj. 1873, 688 BRT), die die Reederei insbesondere für Holzexporte einsetzte. Die letzten beiden Ankäufe blieben aufgrund ihres schlechten Zustandes und der Verluste, die sie aufgrund der Reparaturen einfuhren, nicht lange im Einsatz und wurden 1927 (nach anderen Angaben 1923) abgewrackt.

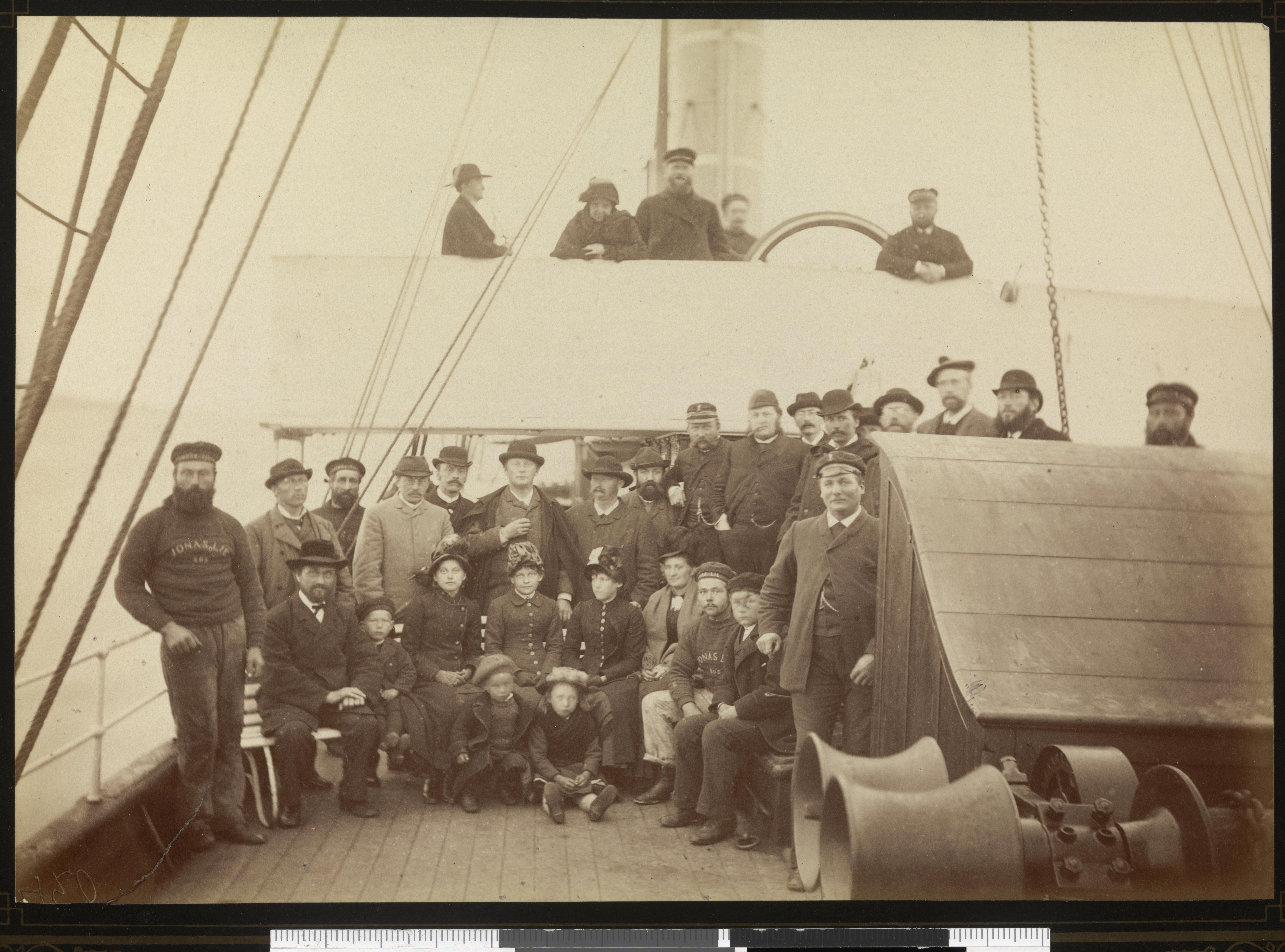
Foto von Bord der Jonas Lie, der späteren Warta

### Verluste und Insolvenz
Im Jahr 1923 fing die Reederei an, Verluste zu schreiben. Während zeitgenössische Angaben die Schwierigkeiten des Unternehmens auf eine zu geringe Kapitalausstattung und mangelnde Erfahrungen zurückführen, hat die Forschung weitere Aspekte herausgearbeitet: Neben der veralteten Flotte, die hohe Kosten verursachte, ließen die norwegischen Anteilseigner die Schiffe häufig leer nach Polen zurückfahren. Zudem gaben sie der „Sarmacja“ nicht die Möglichkeit, Linienverbindungen aufzubauen, sondern übernahmen diese selbst. In der Konsequenz wurde bereits 1924 über die Auflösung der „Sarmacja“ beraten. Nach der Strandung der Wisła vor Terschelling 1926 stellte die Reederei noch vor dem Jahresende ihren Betrieb ein, die Wawel wurde verkauft. Die formale Auflösung erfolgte am 21. Juni 1929.

## Die Schiffe der Reederei
| Name   | Baujahr | Werft                                   | Vermessung       | Dienstzeit | Anmerkungen, Verbleib |
| ------ | ------- | --------------------------------------- | ---------------- | ---------- | --- |
| Kraków | 1919    | Frederikshavn Værft, Frederikshavn      | 426 BRT, 240 NRT | 1920–1922  | ex dän. Fredrikshavn, 1920 verchartert für Kohletransporte von England nach Frankreich, anschl. Trampschifffahrt nach Skandinavien, Lettland und Niederlande. 1922 durch Eisgang in der Ostsee gesunken.                                             |
| Wisła  | 1908    | Göteborgs Mekaniska Verkstads, Göteborg | 634 BRT 347 NRT  | 1922–1926  | ex schwed. Ernst, norweg. Edna, Transport von Holz, Getreide und Kohle nach Westeuropa und Baltikum, 1926 erstes poln. Schiff in neuen Hafen Gdynia, 1926 vor Terschelling gesunken; gehoben; als schwed. Runa und chilen. Lontue bis 1960 in Fahrt. |
| Wawel  | 1906    | Società Esercizio Bacini, Riva Trigoso  | 811 BRT, 426 NRT | 1922–1926  | ex ital. Natale, Helvetia, Brisling, norweg. Hauk, schwed. Karen; wie Wisła nach Westeuropa und Baltikum; 1922 als erstes poln. Schiff in die Sowjetunion, 1926 schwed. Dagny, Verbleib nach 1946 unbekannt;                                         |
| Warta  | 1875    | Bergens Mekaniske Verksted, Bergen      | 626 BRT, 348 NRT | 1923–1926  | ex norweg. Jonas Lie, dt. Danzig; 1927 abgewrackt; |
| Bug    | 1873    | Bergens Mekaniske Verksted, Bergen      | 688 BRT, 386 NRT | 1923–1927  | ex Lofoten, Vesta und Trogh; 1927 abgewrackt; |